# Aleksandr Masejkov
Aleksandr Anatol'evič Masejkov (in russo Александр Анатольевич Масейков?, in bielorusso Аляксандр Анатолевіч Масяйкоў?, Aljaksandr Anatolevič Masjajkoŭ; 26 luglio 1971) è un ex canoista bielorusso, fino al 1991 sovietico.

## Palmarès

### Olimpiadi
- 1 medaglia[1]:
  - 1 oro (Barcellona 1992 nel C2 500 m)

### Mondiali
- 3 medaglie[2]:
  - 2 ori (Città del Messico 1994 nel C2 200 m; Dartmouth 1997 nel C4 200 m)
  - 1 argento (Szeged 1998 nel C4 200 m)